# Manuela Trasobares
Manuela Trasobares Haro (Figueres, L'Alt Empordà, 28 de agosto de 1962) é uma cantora e política catalã.
Ela estudou Belas artes na Universidade Sant Jordi de Barcelona, pintura e escultura nas escolas Massana e Leonardo Da Vinci de Barcelona e Bel canto no Conservatório de Sófia. Ela actuou como mezzosoprano no Liceu de Barcelona, La Scala ou o Palau de la Música de València. Ela também trabalhou para espetáculos de ópera. 
Em 2007 apresentou-se às eleições municipais da cidade onde morava, Geldo (Castelló), pelo partido republicano ARDE, e foi a primeira transexual eleita na Espanha. 